# الشبح بين ذراعيك مجددا (فلم)
الشبح بين ذراعيك مجددا (ゴースト もういちど抱きしめたい) هو فيلم ياباني صدر عام 2010 ، من إخراج تارو أوتاني وبطولة الممثلة اليابانية ناناكو ماتسوشيما، والنجم الكوري سونغ سيونغ هون. الفيلم مقتبس من الفيلم الأمريكي شبح (فيلم 1990).

## ملخص الفيلم
نانامي هوشينو (ناناكو ماتسوشيما)، سيدة أعمال ثرية، تقع في حب كيم جون هو (سونغ سيونغ هون) صانع خزف كوري مهاجر لليابان فيكللان علاقتهما بالزواج، ويعيشان بسعادة. لكن بعد شهر واحد من زواجهما، تقتل نانامي في طريقها إلى منزلها من قبل راكب دراجة نارية، وتترك هذه المأساة جون هو مدمراً تماما.
في المستشفى، ينسلخ شبح نانامي عن جسدها، فترى طفلا شبح، وتدرك انها شبح أيضا لا يمكن للبشر رؤيتها. وبعض توالي الأحداث تدرك أن وفاتها لم يكن من قبيل الصدفة وأن زوجها في خطر وشيك، ولأنها غير قادرة على التواصل مع البشر العادي، تسعى نانامي لمساعدة زوجها من خلال دجالة عجوز أملا في إنقاذ حياته.

## الممثلون
- ناناكو ماتسوشيما : نانامي هوشينو
- سونغ سيونغ هون : كيم جون هو
- كيرين كيكي
- مانا اشيدا : الطفل الشبح
- ساتوشي هاشيموتو
- سوا سوزوكي
- كازوكو كوروساوا

## وصلات خارجية
- الشبح بين ذراعيك مجددا على موقع IMDb (الإنجليزية)
- الشبح بين ذراعيك مجددا على موقع ألو سيني (الفرنسية)
- الشبح بين ذراعيك مجددا على موقع فيلمافينيتي (الإسبانية)
- الشبح بين ذراعيك مجددا على موقع قاعدة بيانات الفيلم (الإنجليزية)
- الشبح بين ذراعيك مجددا على موقع ليتربوكسد (الإنجليزية)
- الشبح بين ذراعيك مجددا على موقع كينوبويسك (الروسية)
- الشبح بين ذراعيك مجددا على الطماطم الفاسدة.